# Recuerda (Juan Záizar)
Recuerda is een lied dat werd geschreven door de Mexicaanse singer-songwriter Juan Záizar.
In Nederland werd het nummer in 1994 op een single uitgebracht door Piet Veerman, met That's why I fell in love with you op de B-kant. Dit is de laatste single van de zanger die in de Tipparade en de Single Tip terechtkwam. De artiest bleef daarna nog actief met enkele nieuwe albums en met optredens. Recuerda staat ook op zijn album My heart and soul (Mi corazon y alma) (1994) waarop een variatie staat van met name Spaanstalige en Engelstalige nummers. Ook verscheen het op zijn verzamelalbums Zijn mooiste songs (1995) en Sailin' home (Het beste van Piet Veerman) (1996).
De Amerikaanse tex-mex-accordeonist Flaco Jiménez speelde mee op Veermans album My heart and soul en mogelijk ook aan dit nummer. Jiménez coverde het lied vier jaar later zelf ook op zijn eigen elpee Said and done (1998).
Er zijn nog meer artiesten van Nederlandse bodem geweest die het nummer opnamen. Voorbeelden hiervan zijn Pinchitos Caliente op hun cd Ajajai (2003) en Carolina de Holanda op haar cd Así se siente México (2009).